# Neolamprologus petricola
Neolamprologus petricola là một loài cá thuộc họ Cichlidae. Nó là loài đặc hữu của hồ Tanganyika ở đó nó xuất hiện dọc theo bờ hồ phía Cộng hòa Dân chủ Congo.